# Palpita notabilis
Palpita notabilis là một loài bướm đêm trong họ Crambidae.